# Komjáti
Komjáti község Borsod-Abaúj-Zemplén vármegyében, az Edelényi járásban. Körjegyzőség központja.

## Fekvése
A Bódva jobb partján, Szendrőtől 21 kilométerre, Miskolctól közúton 54 kilométerre északra fekszik, közvetlenül a 27-es főút mellett. Itt ágazik ki utóbbiból, nem sokkal a 47-es kilométere előtt a 2629-es út, amely kezdeti szakaszán a község központján halad végig, majd továbbindul kelet felé Bódvalenke és Hidvégardó irányába. Komjáti és Bódvalenke közigazgatási határán ágazik ki a 2629-es útból még egy öt számjegyű út, a 26 118-as mellékút, amely Tornaszentandrás és Tornabarakony közúti elérését biztosítja.
A település vonattal is elérhető, a Miskolc–Tornanádaska-vasútvonalon, melynek egy megállási pontja van itt; Komjáti megállóhely a belterület északnyugati részén helyezkedik el, közvetlenül a 27-es főút mellett.
Autóbusszal a Volánbusz által üzemeltetett 3707-es, 4124-es és 4136-os busszal közelíthető meg.
A környező települések közül Bódvalenke és Tornanádaska 3-3, Bódvaszilas és Tornaszentandrás 4-4 kilométerre található; a legközelebbi város a 21 kilométerre fekvő Szendrő.

## Története
Komjáti Árpád-kori település. Nevét már 1283-ban említették az oklevelek, Komnati néven. IV. László király ekkor adományozta a települést Vid fia Sengének.
A 15. században a Kőszegi, Lenkei és Komjáti családok birtoka volt, kiket 1347-ben 
Nagy Lajos, 1415-ben Zsigmond király is megerősített birtokaikban a Komjáti családdal együtt, majd 1415-ben Konstanzban címert is adományozott nekik. Később birtokosai voltak a Lenkei, Bede, és Himfy családok is.
Egy 1670-ben kelt oklevél szerint a falu végén, a Bódva mellett állt Komjáti Zsigmond palánkkal kerített, fából épült, kétszintes udvarháza. Az épületnek napjainkra nyoma se maradt.
A törökök alatt lakossága megfogyatkozott, a 18. század elején pedig csak három jobbágycsalád lakta. 1720 után kezdett benépesülni, új lakói nagyrészt katolikusok voltak.
Az 1848–49-es forradalom és szabadságharc idején Komjáthy Sámuel, Torna vármegye alispánja volt a település birtokosa.
A 18–19. században közbirtokossági falu volt. 1881-ig Torna, 1881–1945 között Abaúj-Torna, 1945–1950 között Abaúj vármegyéhez tartozott.
A 20. század elején Abaúj-Torna vármegye Tornai járásához tartozott.
1910-ben 534 lakosából 527 magyar volt. Ebből 305 római katolikus, 15 görögkatolikus, 203 református volt.

## Látnivalói

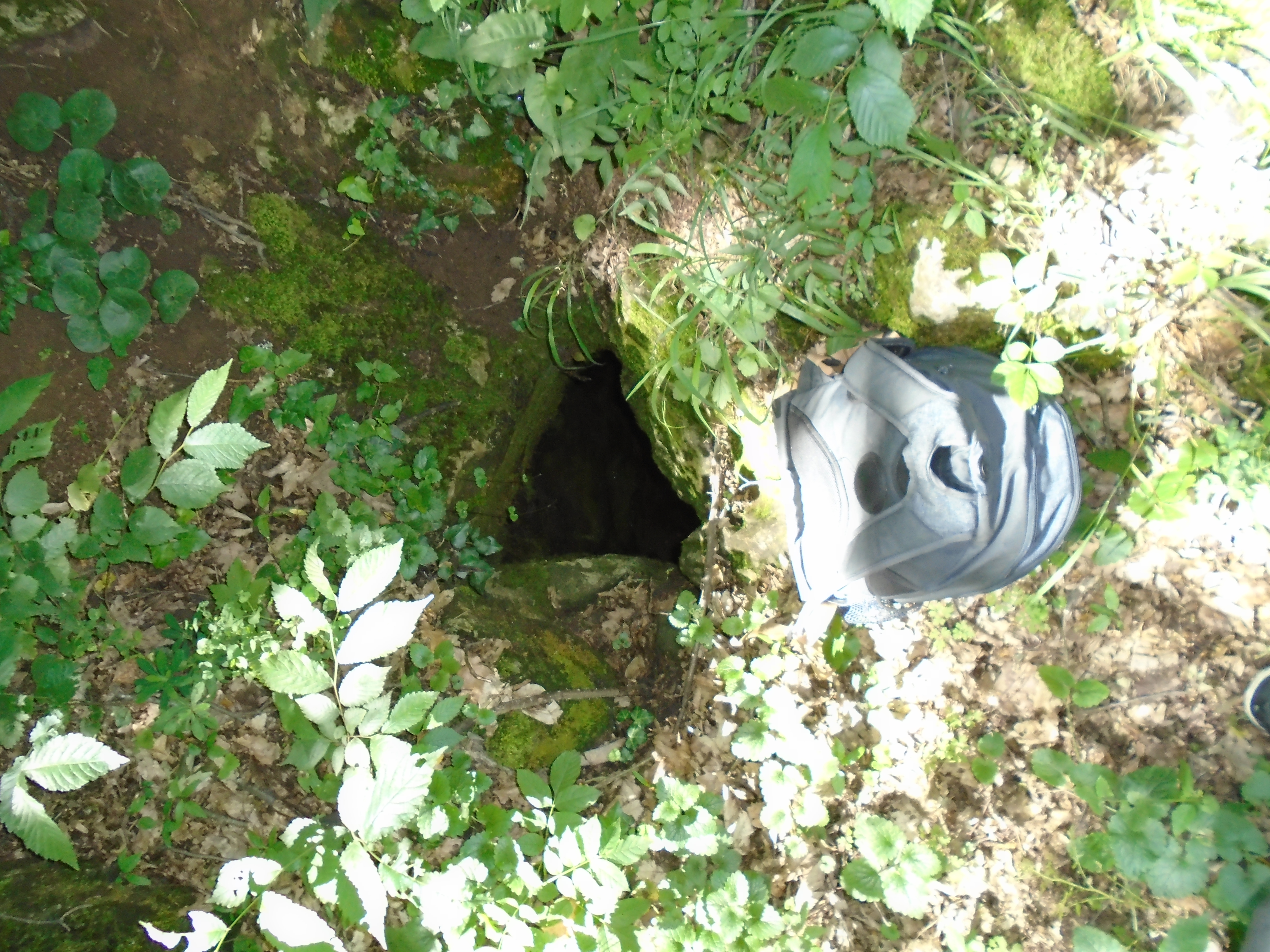
A rőt-kúti Dreher-zsomboly bejárata

A falu fő nevezetessége az 1804-ben, késő barokk stílusban épült, kőfallal kerített református templom. Alaprajza alapján feltételezhető, hogy egy középkori templomot építettek át. Mai külsejét az 1912. évi, újabb átépítés eredményeként kapta, amikor a keleti homlokzat elé 17 m magas, gúlasisakos tornyot emeltek.
A templomhajó téglalap alaprajzú, hátul saroktámpillérek támasztják, belső mérete 7 m * 13 m. A tetőteret kék alapszínű, csillagokkal díszített sík famennyezet zárja le. A torony emeleti teréhez keskeny fakarzat csatlakozik.
Berendezése egyszerű. Értékesebb kegytárgyai: egy kehely, 1693 (készítette: Striegler György pozsonyi ötvös) és egy ezüst pohár, 17. század.
1995-ben a településen található 28 barlangot az Aggteleki-karszt és a Szlovák-karszt többi barlangjával együtt az UNESCO a világörökség részévé nyilvánította. Ezek a barlangok a Betlehem-zsomboly, a Búbánat-zsomboly, a Cimbó-hasadéka, a Dongó-zsomboly, a Dugó-lyuka, az Ékes-lyuk, az Éves-zsomboly, a Fazekas-zsomboly, a Gyors-zsomboly, a Három Nővér-zsomboly, a Kalap-barlang, a Kalap-zsomboly, a Kígyós-barlang, a Kilátó-zsomboly, a Komjáti Jég-zsomboly, a Köcsög-zsomboly, a Körte-zsomboly, a Közös-barlang, a Külkörte-zsomboly, a Lófüle-zsomboly, a Miki kuki-zsomboly, a Napközis-barlang, a Rőt-kúti Dreher-zsomboly, a Sinkó-zsomboly, a Szentháromság-hasadék, a Töltényes-zsomboly, az Ürgelyuk-zsomboly és a Vecsem-forrásbarlang. Ezek közül kettő, a Betlehem-zsomboly és a Vecsem-forrásbarlang megkülönböztetetten védett barlang.

## Közélete

### Polgármesterei
| Polgármester | Polgármester    | Polgármester | Megjegyzés                          |
| ------------ | --------------- | ------------ | ----------------------------------- |
| 1990–1994    | Gyenes József   | független    |                                     |
| 1994–1998    | Gyenes József   | független    |                                     |
| 1998–2002    | Gyenes József   | független    |                                     |
| 2002–2006    | Gyenes József   | független    |                                     |
| 2006–2010    | Szaló József    | független    |                                     |
| 2010–2012    | Szaló József    | független    | hivataláról lemondott               |
| 2013–2014    | Bárczi László   | független    | Időközi választás 2013. március 17. |
| 2014–2019    | Bárczi László   | független    |                                     |
| 2019–2022    | Bárczi László   | független    | hivatalában elhunyt                 |
| 2023–2024    | Bárczi Izabella | független    | Időközi választás 2023. január 8.   |
| 2024–        | Bárczi Izabella | független    |                                     |

## Népesség, népcsoportok
Komjáti lakosságának alakulása az elmúlt évszázadban:
- 1910 – 534 fő,
- 1990 – 385 fő,
- 2001 – 345 fő,
- 2008 – 301 fő,

A település népességének változása:
| Lakosok száma | 228  | 219  | 213  | 156  | 175  | 194  | 187  |
|               | 2013 | 2014 | 2015 | 2021 | 2022 | 2023 | 2024 |

2001-ben a település lakosságának 96%-a magyar, 4%-a cigány nemzetiségűnek vallotta magát.
A 2011-es népszámlálás során a lakosok 99,6%-a magyarnak, 6,4% cigánynak, 5,1% szlováknak mondta magát (a kettős identitások miatt a végösszeg nagyobb lehet 100%-nál). A vallási megoszlás a következő volt: római katolikus 51,1%, református 40%, görögkatolikus 1,7%, evangélikus 0,9%, felekezeten kívüli 4,7% (1,7% nem válaszolt).
2022-ben a lakosság 94,9%-a vallotta magát magyarnak, 12,6% szlováknak, 0,9% cigánynak, 1,7% egyéb, nem hazai nemzetiségűnek (3,4% nem nyilatkozott; a kettős identitások miatt a végösszeg nagyobb lehet 100%-nál). Vallásuk szerint 33,1% volt római katolikus, 32,6% református, 1,1% evangélikus, 4,6% felekezeten kívüli (27,4% nem válaszolt).